# Gilberto Pereira
Gilberto Pereira dos Santos (Mirandópolis, São Paulo, Brasil, 9 de mayo de 1965) es un exfutbolista y entrenador de fútbol brasileño.

## Carrera como jugador

### Clubes
| Club                               | País           | Año       |
| ---------------------------------- | -------------- | --------- |
| Sociedade Esportiva Matsubara      | Brasil         | 1984-1987 |
| Coritiba Foot Ball Club            | Brasil         | 1988      |
| Ituano Futebol Clube               | Brasil         | 1989-1991 |
| Sociedade Esportiva Nova Andradina | Brasil         | 1992      |
| Clube Náutico Capibaribe           | Brasil         | 1993      |
| Al-Riyadh SC                       | Arabia Saudita | 1993-1994 |
| Goiatuba Esporte Clube             | Brasil         |           |
| Clube do Remo                      | Brasil         |           |
| União Recreativa dos Trabalhadores | Brasil         |           |

### Palmarés

#### Campeonatos nacionales
| Título                             | Club                               | País           | Año       |
| ---------------------------------- | ---------------------------------- | -------------- | --------- |
| Campeonato Paranaense Sub-20       | Sociedade Esportiva Matsubara      | Brasil         | 1985      |
| Campeonato Paulista de la Serie A2 | Ituano Futebol Clube               | Brasil         | 1989      |
| Campeonato Sul-Matogrossense       | Sociedade Esportiva Nova Andradina | Brasil         | 1992      |
| Primera División                   | Al-Riyadh SC                       | Arabia Saudita | 1993-1994 |
| Copa                               | Al-Riyadh SC                       | Arabia Saudita | 1993-1994 |
| Campeonato Paraense                | Clube do Remo                      | Brasil         | 1997      |

## Carrera como entrenador

### Clubes
| Club                 | País       | Año       |
| -------------------- | ---------- | --------- |
| ECUS                 | Brasil     | 2001      |
| Iraty                | Brasil     | 2002-2005 |
| ADAP                 | Brasil     | 2006      |
| Palmeiras B          | Brasil     | 2006      |
| Coritiba             | Brasil     | 2006-2007 |
| Iraty Sport Club     | Brasil     | 2007      |
| ADAP                 | Brasil     | 2007      |
| Londrina             | Brasil     | 2007      |
| Puntarena            | Costa Rica | 2007      |
| Matsubara            | Brasil     | 2008      |
| Nacional de Rolândia | Brasil     | 2008      |
| Londrina             | Brasil     | 2009      |
| Iraty                | Brasil     | 2009-2011 |
| Cascavel             | Brasil     | 2011      |
| Goiânia              | Brasil     | 2011      |
| Cianorte             | Brasil     | 2011      |
| Chapecoense          | Brasil     | 2012      |
| Confiança            | Brasil     | 2012      |
| Atlético Goianiense  | Brasil     | 2013      |
| Operário             | Brasil     | 2014      |
| Trindade             | Brasil     | 2015      |
| Anapolina            | Brasil     | 2015      |
| Atlético Goianiense  | Brasil     | 2015      |

### Palmarés

#### Campeonatos nacionales
| Título                       | Club             | País   | Año  |
| ---------------------------- | ---------------- | ------ | ---- |
| Campeonato Paranaense Sub-20 | Iraty Sport Club | Brasil | 2002 |
| Copa Tribuna Júnior          | Iraty Sport Club | Brasil | 2003 |
| Copa Tribuna Júnior          | Iraty Sport Club | Brasil | 2004 |